# Islas Dinágat
Las Islas Dinágat (tagalo: Kapuluang Dinagat; inglés: Dinagat Islands) constituyen una provincia isleña ubicada al noroeste de Mindanao, en la región de Caraga en Filipinas. La isla principal tiene un área de 802.12 km², siendo su ciudad más importante Basilisa, con 27.000 habitantes. Su cabecera es San José.

## División administrativa
Políticamente la provincia de Islas Dinagat se divide en 7 municipios y estos a su vez en 100 barrios. 
Consta de un único distrito para las elecciones al Congreso.
| Ciudad/Municipio       | N.º de Barangays | Área (km²) | Población (2010) | Código    |
| ---------------------- | ---------------- | ---------- | ---------------- | --------- |
| Basilisa (Rizal)       | 27               | 92.68      | 33.880           | 168501000 |
| Cagdayánao (Cagdianao) | 14               | 249.48     | 15.047           | 168502000 |
| Dinágat                | 12               | 139.94     | 12.786           | 168503000 |
| Libjó (Albor)          | 16               | 180.57     | 17.567           | 168504000 |
| Loreto                 | 10               | 255.87     | 8.920            | 168505000 |
| San José               | 12               | 27.80      | 31.035           | 168506000 |
| Tubajón                | 9                | 90.00      | 7.568            | 168507000 |

### Comunicaciones
- Dinagat-Loreto Rd., de 89.320 m
- Jct Bolodbolod-Albor Rd.,  de 3000 m
- Jct Mabini-Tubajon Rd., de 2000 m
- Jct Magsaysay-Cagdianao Rd.,  de 16.696 m[2]

## Economía
Destaca su  industria minera, ya que por esta pequeña provincia costera de la tierra firme de Mindanao fue declarada  Reserva Mineral por a sus yacimientos  de níquel.
Por este motivo este hermoso lugar podría perderse si el gobierno continúa otorgando permisos de explotación minera.

## Historia
El 18 de septiembre de 1960 la provincia de Surigao fue dividida en dos: Surigao del Norte y Surigao del Sur.
Las Islas Dinagat pasan a  convertirse en una nueva provincia el 2 de diciembre de 2006.
Hasta entonces formaba parte de la provincia de Surigao del Norte.

## Lugares de interés
Esta provincia insular cuenta con los siguientes lugarés de interés:
- En Tubajón:  Bat Sanctuary.
- En Cagdianao:  Gabok Whirlpool Channel,   Gaas Inlet, Legaspi Waterfalls y  Manmade Dam Lake,
- En Libjo:   Hundred of Unrevealed Caves and Coves y Kisses Islet.
- En San José:   Islander Castle.
- En Loreto: Bonsai Forest.
- En Basilisa: Magazine Waterfalls, en el barrio del Santo Niño, y Mangrove Paradise.
- Compartidos por  Libjo y Tubajon: Malinao Gaas Inlet y Paragua Rain Forest.